# Viquipèdia en quítxua
La Viquipèdia en quítxua (en quítxua Wikipidiya) es va fundar en 2003. Amb més de 22.000 articles, és la versió més gran en una llengua indígena d'Amèrica. A maig de 2021 portava 22.942 articles.

## Història
Després de la seva fundació, el projecte va trigar diversos mesos a avançar. Fins a octubre de 2004 l'única pàgina va ser la portada, que durant diversos mesos solament contenia el text estàndard en anglès. En els mesos següent uns pocs usuaris van escriure alguns esbossos i una pàgina d'ajuda en castellà. El primer administrador del projecte va ser nomenat per la Fundació Wikimedia en gener de 2005. Aquest usuari va elaborar alguns articles i algunes pàgines internes, però fins a maig de 2006 va haver-hi poques edicions i la quantitat d'usuaris va quedar estancada.
Una nova situació va emergir a fins de 2006, quan es va registrar el primer usuari amb coneixements avançats en l'idioma, AlimanRuna, que també és el webmaster d'una pàgina en alemany sobre quítxua. La iniciativa d'aquest usuari va portar a un augment dels articles i la creació de les primeres pàgines d'ajuda. Al desembre del mateix any la versió va passar els 1000 articles.
En 2007 el nombre d'usuaris es va duplicar, a causa de la major qualitat i estabilitat del projecte, que des d'aquest moment compta amb un nombre de participants regulars petit però estable. A fins de 2007 i principi de 2008 AlimanRuna també va traduir la interfície d'usuari al quítxua en el projecte BetaWiki, raó per la qual avui tot el contingut, excepte les pàgines de discussió i algunes pàgines d'ajuda per a hispanoparlants es troba traduït al quítxua.
Al gener de 2008 la Wikipedia en quítxua comptava amb més de 350 usuaris registrats, dels quals 33 són actius regularment i al voltant de 10 arriben a més de 100 edicions per mes. El 20 per cent dels articles superen els 2 kB, el 65 per cent els 0,5 kB, la mitjana és de 1457 Bytes, i hi ha 11,5 edicions per article.
Al maig de 2020, comptant llavors amb més de 22 mil articles, la Wikipedia en quítxua va obtenir un esment honorosa en el 1ra edició dels "Premis a l'Activisme Quítxua en Xarxes Socials", iniciativa organitzada per The Quítxua Alliance, en col·laboració amb el Programa de Quítxua de la Universitat de Pennsilvània, la iniciativa Qinti de la Universitat d'Illinois i la Direcció de Llengües Indígenes del Ministeri de Cultura del Perú.

## Comunitat d'autors
Els autors de la Wikipedia en quítxua són majorment persones amb un altre idioma matern, i la majoria solament té coneixements bàsics. Només un usuari té coneixements avançats en el sistema Babel i un té coneixements mitjans. Per a facilitar el treball als autors amb coneixements bàsics, existeixen alguns textos estandarditzats, per exemple, per a biografies i ciutats.
A l'abril de 2008 la majoria dels autors van dir ser hispanoparlants, seguit pels usuaris amb idioma matern alemany o anglès. Molt pocs també són parlants de francès i finlandès.

## Característiques

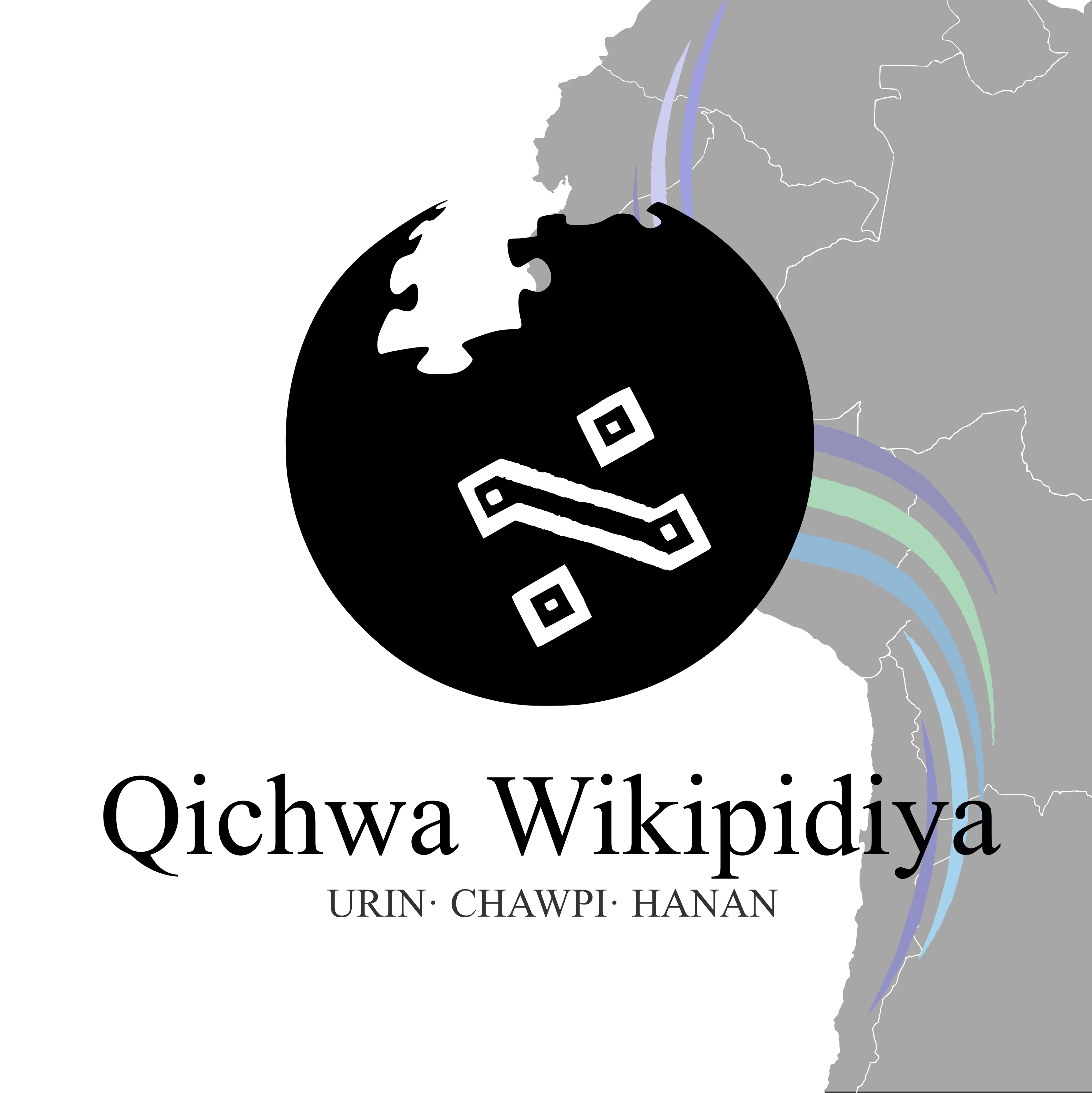
Qichwa simip Wikipidiyan rikch'anmi.

Els dialectes del quítxua són parlats per al voltant de 10 milions de persones, la majoria de zones rurals de la zona andina de Sud-amèrica. Un gran problema d'aquesta comunitat és que existeix poca literatura en l'idioma, tant impresa com en forma electrònica, raó per la qual la majoria dels parlants utilitza el quítxua solament per a la comunicació oral. Per tant, la importància de la viquipèdia en quítxua és potencialment molt alta, ja que es tracta de l'única enciclopèdia (deixant de costat a simples diccionaris) en l'idioma.
Una altra característica de la comunitat quítxuaparlant és l'escassa estandardització de l'idioma, en el qual coexisteixen diverses gramàtiques i ortografies. Existeixen diverses organitzacions que tenen com a fi la conservació i pràctica de l'idioma, però aquestes no coincideixen entre si en aquestes qüestions, i cada país tendeix a elaborar regles pròpies. Una gran dificultat és també el fet que el quítxua per a molts lingüistes no és un idioma singular sinó una família de llengües. Sobretot les varietats del centre del Perú (Quítxua I) són molt diferents i inintel·ligibles dels quals es parlen en la resta de la regió.
En les pàgines d'ajuda la viquipèdia en quítxua va ser proposada, en el seu inici, la política d'acceptar a tots els dialectes, però no existeix una regla oficial sobre aquest tema. En la pràctica, la gran majoria dels articles són escrits en el quítxua meridional normalitzat, estàndard literari creat per Rodolfo Cerrón Palomino per als dialectes del sud de la zona quítxuaparlant, que correspon al conjunt de varietats intel·ligibles més gran de la família quítxua. És un estàndard segons una ortografia que basa en l'AFI i resumeix a diverses característiques de la branca lingüística Quítxua-IIC, que al seu torn conté les variants més parlades del quítxua.
Un altre debat que existeix entre la comunitat d'activistes acadèmics és l'ús de tres o cinc vocals. Mentre que uneixi algunes associacions com l'Academia Mayor de la Lengua Quechua (fent cas omís al consens entre lingüistes i parlants), afavoreix l'ús de cinc vocals, en la pràctica la majoria dels textos en quítxua usen només tres, ja que aquests aconsegueixen per a cobrir la varietat fonètica del quítxua. Per tal raó, en la viquipèdia en quítxua predomina l'ús de tres vocals.

## Dates clau
- El 9 de desembre del 2006 aconsegueix els 1000 articles.
- El 21 de febrer del 2007 aconsegueix els 2000 articles.
- El 29 de juliol del 2007 aconsegueix els 3000 articles.
- El 12 de setembre del 2007 aconsegueix els 4000 articles
- El 31 d'octubre del 2007 aconsegueix els 5000 articles.
- El 22 de setembre del 2008 aconsegueix els 8000 articles.
- El 16 d'abril del 2010 aconsegueix els 15 000 articles amb Antikuna Aylluruna Tantanakuykunap T'inkinakuynin